# Grundstensnedlæggelse paa Vekselerer Johan Levins "Bakkehuset"
Grundstensnedlæggelse paa Vekselerer Johan Levins "Bakkehuset" er en dansk dokumentarisk optagelse fra 1915.

## Handling
Gæsterne ankommer i højt humør til grundstensnedlæggelse i Vedbæk hos vekselerer Johan Levin. Han har overtaget ejendommen "Bakkehuset". På stedet opføres den nuværende villa, og der bliver anlagt en storslået park.